# Drosophila gani
Drosophila gani är en tvåvingeart som beskrevs av Liang och Zhang 1990. Drosophila gani ingår i släktet Drosophila och familjen daggflugor.
Artens utbredningsområde är provinsen Yunnan i Kina.